# ZTE
Pour les articles homonymes, voir ZTE (homonymie).

ancien logo de 2010 - 2015

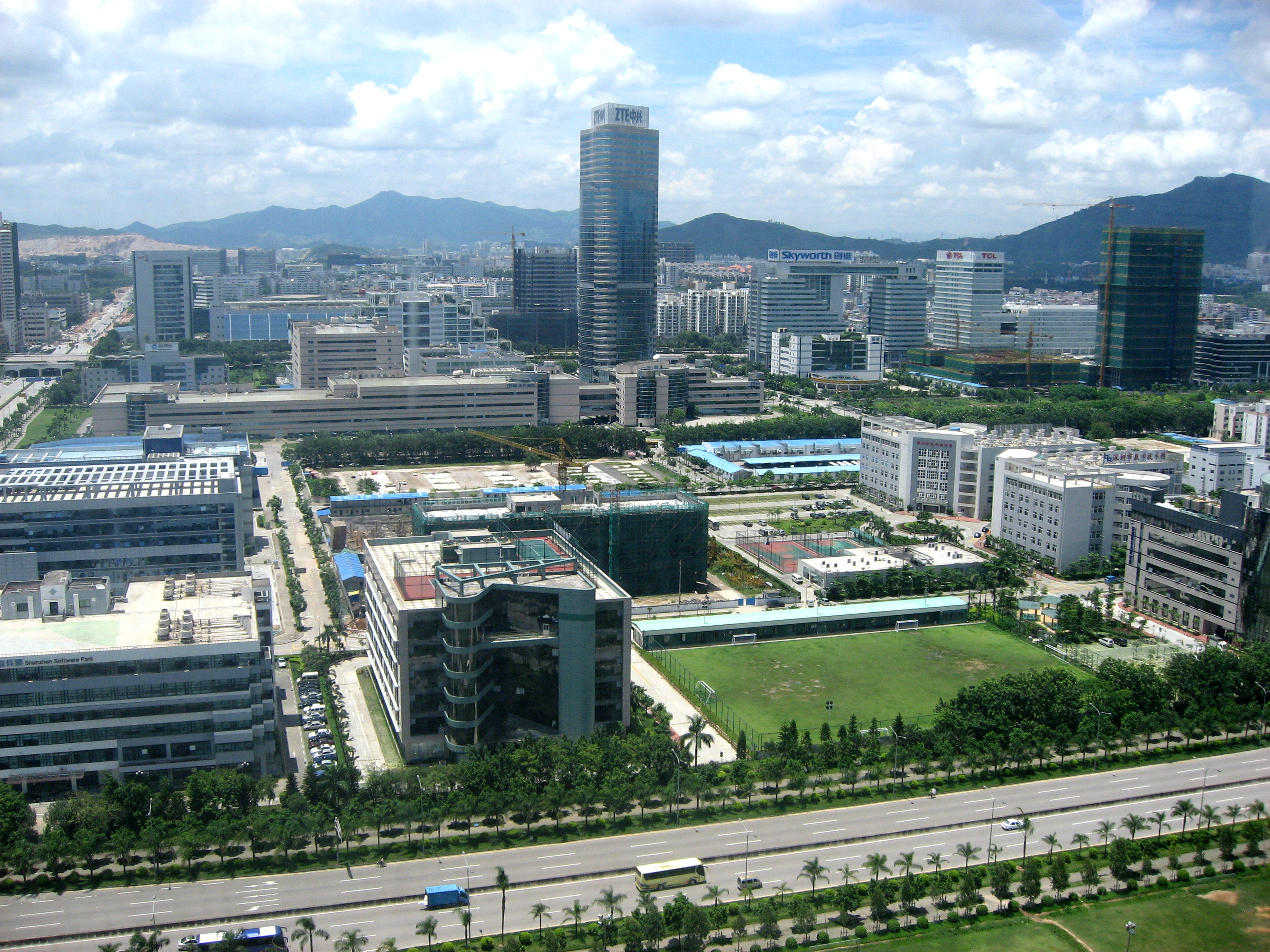
L'entreprise et ses bâtiments dans le parc industriel de Shenzhen

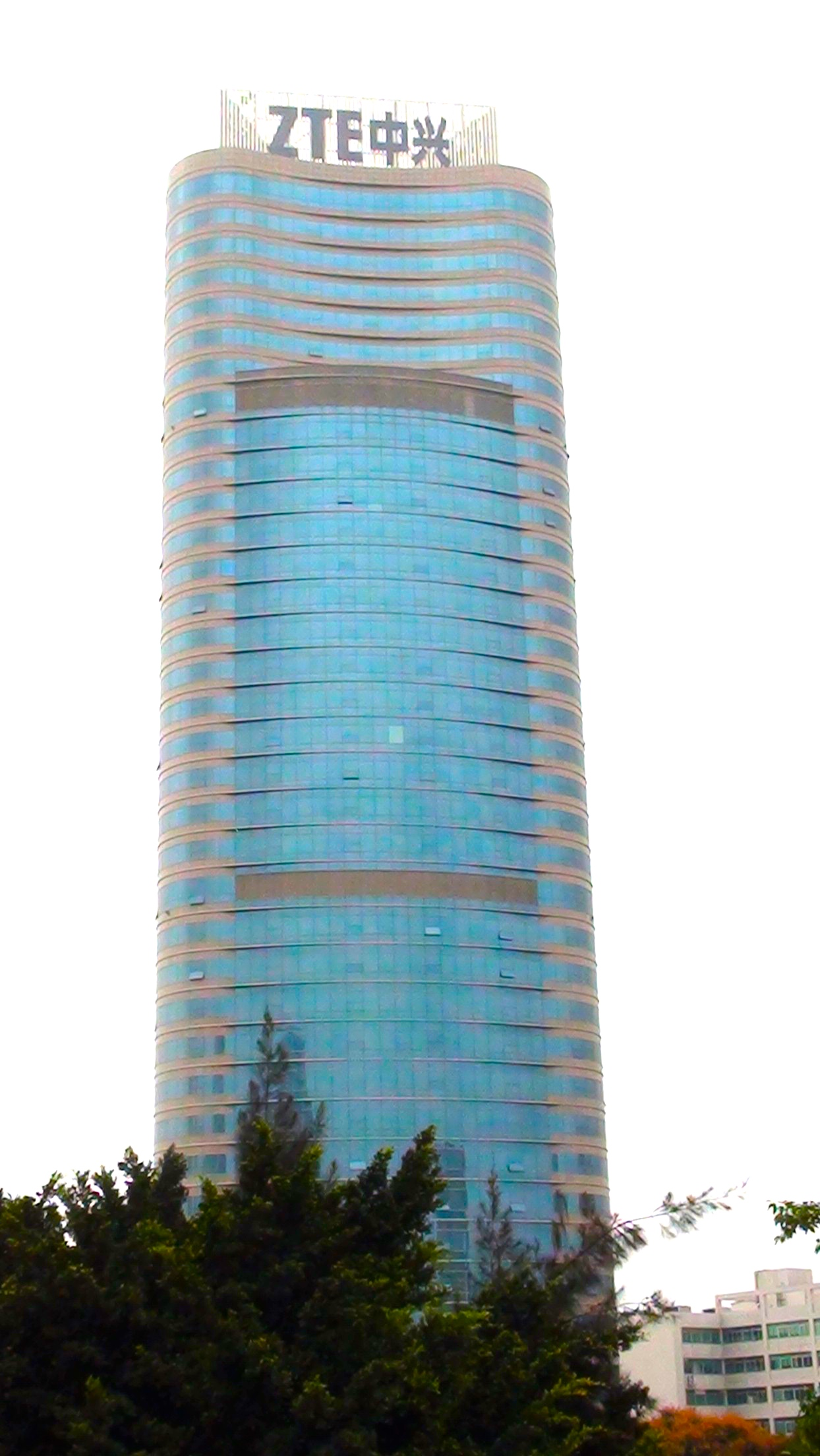
ZTE R&D Building situé à Shenzhen

ZTE, ou Zhongxing Telecommunication Equipment Company Limited (chinois simplifié : 中兴通讯股份有限公司) est un équipementier en télécoms coté à la Bourse de Hong Kong et la Bourse de Shenzhen. L'entreprise est fondée en 1985 à Shenzhen par Hou Weigui.
La société emploie en 2011 près de 85 000 personnes, dont 20 000 dans ses filiales étrangères. Sa clientèle se compose de plus de 500 opérateurs de réseaux dans quelque 140 pays.

## Histoire
L'entreprise a été fondée en 1985 à Shenzhen par Hou Weigui.
Le 17 avril 2018, ZTE est interdit par le gouvernement américain d'utiliser des biens et des services d'origine américaine pour une durée de sept ans, à la suite de fausses déclarations concernant ses exportations vers l'Iran, soumis à des sanctions économiques tant internationales que surtout américaines. ZTE avait déjà dû payer une amende de 1,2 milliard de dollars au gouvernement américain en 2017, à la suite de réexportations de produits vers l'Iran comprenant des éléments d'origines américaines, alors que c'est prohibé par les États-Unis,. 
En mai 2018, la société annonce cesser ses activités après une sanction des Etats-Unis lui interdisant d’acheter des composants électroniques américains,.
À la suite de cela, le président américain Donald Trump a dit vouloir renégocier avec ZTE un moyen de reprendre ses activités. En juin 2018, les autorités américaines modifient les sanctions contre ZTE, à la suite d'importantes négociations avec la Chine, pour lui contraindre à une amende de 1 milliard de dollars, un dépôt sur compte bloqué de 400 millions de dollars et un renouvellement de son conseil d'administration et de surveillance, en échange de la permission d'acquérir des composants d'origines américaines.

## Produits

### Téléphones
Avant 2010, ZTE fournit en France des mobiles sous Android en marque blanche chez Orange, Bouygues Telecom ou SFR.
En mai 2010, ZTE fournit son premier smartphone en France, le ZTE-Link, équipé du système d'exploitation Android.
En novembre 2010, ZTE a lancé en France son second smartphone Android, le ZTE Blade. Le fabricant poursuit ainsi son développement sur le marché français en proposant un téléphone répondant à sa stratégie de montée de gamme. Ce téléphone est doté d'un écran capacitif multipoint de 3.5 pouces, avec une définition de 480 × 800 pixels et un appareil photo de 3,2 mégapixels.
L'entreprise est classée fin 2012 quatrième en nombre de smartphones vendus, et cinquième en nombre de téléphones.

## Implantation en France
Afin d'être au plus proche des attentes du client, le groupe chinois a délocalisé les sièges de ses divisions. Pour établir le siège de la division 4, qui regroupe l'Europe de l'Ouest, l'Europe de l'Est et l'Amérique du Nord, ZTE a choisi Boulogne-Billancourt, où il avait installé son siège Europe de l'Ouest et Amérique du Nord.
L'entreprise chinoise avait choisi la technopole du Futuroscope, à côté de Poitiers, pour y installer un centre destiné aux professionnels et à la formation mais le projet sera abandonné avant sa livraison prévue en 2012,. Depuis, pour limiter les pertes financières, le Directeur général de ZTE loue ses locaux sous forme d'appartements, de pavillons et de bureaux et une brasserie ouvrira ses portes en 2019.

## Dirigeants
- Zeng Xuezhong : vice-président exécutif
- He Shiyou : directeur exécutif de ZTE Corporation
- Pang Shengqing : directeur de la branche Entreprises
- Zhao Xianming : CTO [16]